# بخشودگی‌گرایی

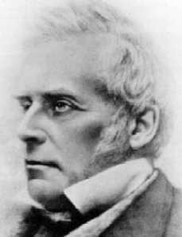
جان نلسون داربی بخشودگی‌گرایی را گسترش داد.

بخشودگی‌گرایی یا دیسپنساسیونالیسم (به انگلیسی: Dispensationalism) سیستمی است که به‌طور کامل توسط جان نلسون داربی رسمیت یافت. بخشودگی‌گرایی معتقد است که تاریخ به چندین دوره یا «بخشودگی» تقسیم می‌شود که در آن خدا از راه‌های مختلف با بشریت عمل می‌کند. بخشودگی‌گرایان عموماً به پیش‌هزاره‌گرایی، احیای اسرائیل در آینده، و به رستگاری که پیش از آمدن دوم رخ خواهد داد، اعتقاد دارند، که عموماً پیش از آزمایش سخت رخ می‌دهد.
پوآره تاریخ را به هفت دوره بخشودگی تقسیم کرد:
1. اوایل کودکی (پایان در سیل)
2. دوران کودکی (در خدمت موسی پایان یافت)
3. دوران پسری (در مالاکی پایان یافت)
4. جوانی (در مسیح پایان یافت)
5. مردانگی (بیشتر کلیسا)
6. پیری ("زوال انسانی"، به معنای آخرین ساعت کلیسا)
7. بازسازی همه چیز (هزاره، شامل فرمانروایی مسیح بر روی زمین با بازسازی اسرائیل است)

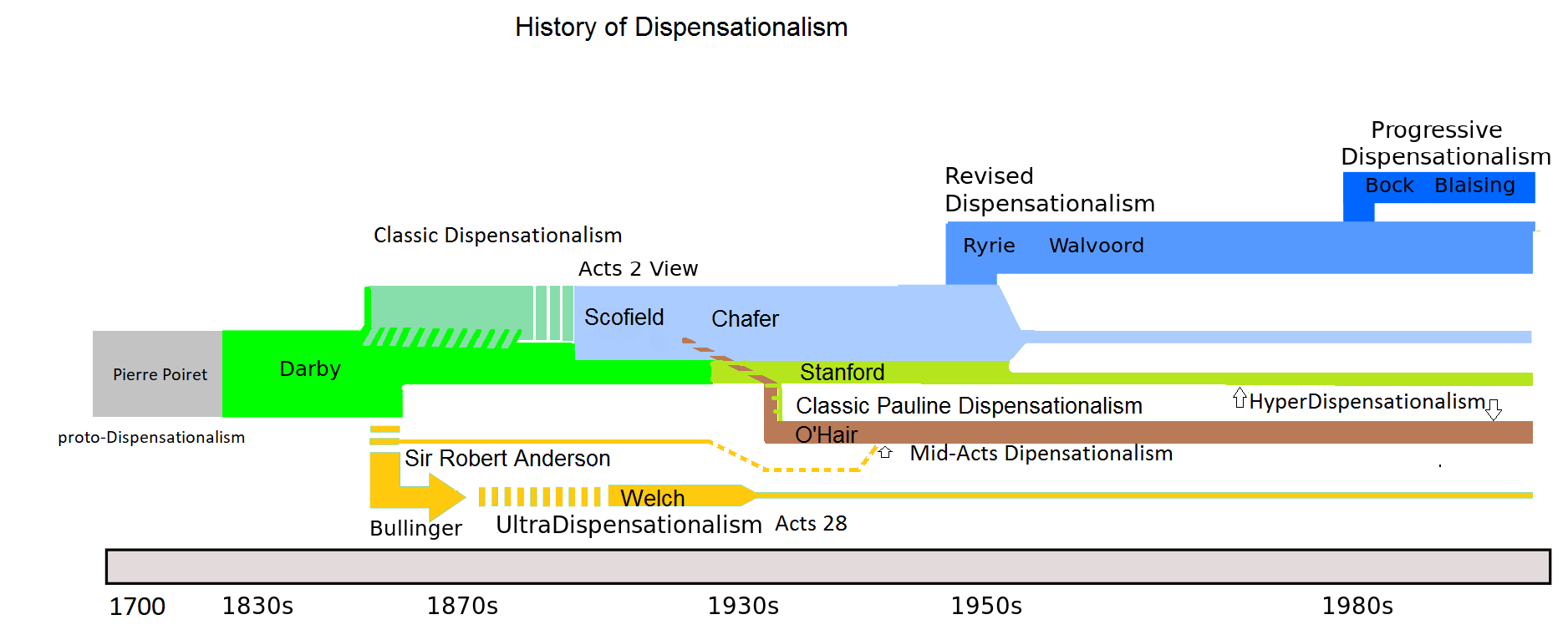
جدول زمانی تاریخ بخشودگی‌گرایی، نشان‌دهنده توسعه جریان‌های مختلف فکری است.